# إن إيه-16 (أيبت آباد-ll)
إم إيه-16 هي دائرة انتخابية للمجلس الوطني في باكستان. وهي تقع في مقاطعة أيبت آباد. كانت تعرف سابقا باسم إم إيه-17 (أيبت آباد-l) من 1977 إلى 2018. وفي عام 2002 تم تغيير اسمها إلى إم إيه-16 بعد ترسيم الحدود في عام 2018.

## وصلات خارجية
- نتيجة الانتخابات الموقع الرسمي